# José Antonio de Areche
José Antonio de Areche Zornoza (Valmaseda, 1731 - Bilbao, 1789) fue un funcionario español. Destinado como visitador al Virreinato del Perú durante el período de 1778 a 1785, donde tuvo que sofocar la rebelión de José Gabriel Condorcanqui, conocido como Túpac Amaru II.

## Biografía

### Origen
Areche nació en 1731 en la villa vizcaína de Valmaseda (España), hijo de Marcos Areche Puente y Ángeles de Fuentes Santurce y Zornoza. Se licenció como bachiller en 1751. Desde 1752 fue miembro de la junta de gobierno del Colegio de Santa Catalina de México, donde fue rector, y de la Academia de Santa María de Regla en Alcalá de Henares. Se doctoró en derecho canónico en Alcalá en 1756, opositando a esa cátedra en 1759 y siendo suplente en varias ocasiones.

### Carrera administrativa
Ejemplo de vasco inserto en la alta administración borbónica española, desde 1765 ostenta diversos cargos funcionariales en distintas posesiones españolas, primero en Filipinas y luego ya en México: así, fue nombrado oidor de la Audiencia de Manila en 1765, cargo que no llegó a ocupar. Aún en inicio de camino para Filipinas, fue requerido por el virrey de México y nombrado fiscal en el virreinato de Nueva España, en la Audiencia de México y pronto ascendió a fiscal de la Real Audiencia el 17 de enero de 1774. José de Gálvez fue nombrado ministro español de las Indias en 1776, y pronto ordenó que Areche, de su confianza, se fuera al Perú como visitador real para llevar a cabo un programa de reformismo intenso. Areche apoyaba las reformas borbónicas y las ideas de la Ilustración, lo cual le acarreó denuncias por posesión de libros prohibidos, como La Enciclopedia de Diderot o Voltaire. Fue miembro y benefactor de la ilustrada Real Sociedad Bascongada de Amigos del País.
Areche fue enviado con la misión de reformar la Real Audiencia de Lima, en son de reconstruir la organización del tribunal de justicia ante múltiples denuncias y quejas de que la institución se estaba corrompiendo por caer en vicios como el Nepotismo, en el que se desacredito varias veces a sus oidores porque primaban las conexiones familiares y de negocios, antes que el propósito de la justicia. También se incluyó en sus objetivos que se corrigiera a la hacienda, el consulado y se sentara las bases para una nueva organización territorial en el Virreinato del Perú: las Intendencias (buscando reemplazar a los imperfectos Corregimientos). Aquello generó que ciertas elites virreinales intentaran realizar una campaña de desprestigio contra su persona y que Madrid descartara sus propuestas y catalogue su visita como un fracaso. Areche por su parte venía enfocado a mejorar el gobierno entre los peruleros, no buscando "esquilmarlo" con impuestos (como había sucedido en anteriores reformas borbónicas más enfocadas en obtener una mejoría en la recaudación fiscal).
Contrario a la creencia popular, Areche no era un advenedizo, sino que contaba con experiencia en el gobierno de las Indias. Ya en la Nueva España se había ocupado Areche de trabajar para la supresión de los gremios, a los que había menoscabado el virrey Antonio María de Bucareli y Ursúa. Así, a instancias de Gálvez, en 1776, el rey Carlos III le designó intendente militar, miembro del Consejo de Indias y visitador general del virreinato del Perú, Chile y provincias del Río de La Plata, con la función principal de organizar la creación de las intendencias proyectadas en esos territorios y recaudar tributos previa una organización eficaz para ello. Esto fue motivo de choque con varios gobernadores y altas autoridades, hasta chocar incluso con el virrey Manuel de Guirior. También fue mal recibido por la burguesía criolla (funcionarios, mercaderes, plateros y hacendados). El 21 de julio de 1780 provocó la destitución del virrey Guirior, con quien había disputado la autoridad peruana desde su llegada.

### La rebelión autonomista de Túpac Amaru
En este delicado contexto de reformas borbónicas estructurales surgen diversos motines. El más importante de ellos, en el mes de noviembre de ese mismo año de 1780, fue la rebelión indígena encabezada por el cacique de Tungasuca, José Gabriel Condorcanqui (Túpac Amaru). Peligrosa por la fuerza que cobró, los intereses "independentistas" (en realidad eran monárquicos, reinstaurando el Tahuantinsuyo) y el momento de reformas, fue sofocada con rigor extremo durante 1781. Esto acabó por suponer el descrédito de Areche dada la gravedad de la misma y la extrema dureza necesaria para su extinción (teniendo en cuenta que hubo desmembramientos, manos cortadas y garrote vil, atrocidades no vistas desde Nueva Castilla). Fue finalmente sustituido como visitador por Jorge Escobedo en 1782. No obstante, lo que le hizo caer en desgracia definitivamente a Areche no fue su rigor ante la revuelta de Condorcanqui sino su confrontación con Guirior y el ser encontrado culpable de denuncias de peculado contra él, por lo que hubo de volver a España a rendir cuentas en 1781. Pero el asunto de Guirior, siendo muy grave en su tiempo, ha quedado hoy en día en segundo lugar frente a su fama negra como represor del movimiento autóctono.
Recuperó su cargo en el Consejo de Indias, aunque el 27 de mayo de 1789, tras la muerte de Gálvez, recibió la jubilación forzosa como ministro con sólo un tercio de su sueldo y destierro de la Corte. Atribulado por su destitución regresó a su tierra originaria, estableciéndose en la villa de Bilbao donde falleció el 28 de octubre de 1789.

### Legado
La Real Biblioteca cuenta con papeles y libros que fueron propiedad de Areche, tanto suyos como de otros. Ingresó tras la Real Orden de 1807 junto a la muy voluminosa de Manuel José de Ayala. No es colección amplia pero sí relevante, con importantes manuscritos que fueron de otros. Así, el Discurso y reflexiones políticas sobre el estado de marina en los reynos del Perú, de Jorge Juan y Antonio de Ulloa, manuscrito original de 1749. También el Compendio del bulario índico de Baltasar de Tobar, obra importante y de fina ejecución, en cinco volúmenes. En la Colección Ayala, por último, se hallan algunas copias de documentos dirigidos a Areche, como por ejemplo un Proyecto para la seguridad interior de las provincias del Perú